# Krsovice (zaniklá vesnice)
Krsovice  je zaniklá vesnice v současném okrese Praha-západ. Nacházela se na okraji katastrálního území Osnice, části města Jesenice. Místem protéká říčka Botič.. 

## Historie
Z obce pochází rod královských svobodníků z Krsovic. Obec zpustla v 40. letech 16. století a v 17. století definitivně zanikla.
- 1318 – Dostup z Krsovic byl žalován z nesplacení dluhu 5 hřiven stříbra Nevlasem z Říčan.
- 1505 – Matěj z Herynku koupil část vsi Krsovice a 3 strychy pozemků za 2 kopy grošů míšenských. Zároveň se zavázal Novému Městu pražskému splácet úroky.
- 1543 – Nové Město pražské si kladlo v desky mj. celou ves Krsovice.
- 1547 – pustá ves Krsovice (!) byly Novému Městu pražskému za účast ve stavovském odboji zkonfiskována (nepochybně jen díl vsi). 1549 – král Ferdinand I. prodal 1 usedlého v Osnici a pusté vsi Krsovice a Kovářovice rodů Hýzrlů z Chodů na Cholupicích (nepochybně šlo jen o díl Krsovic).
- 1550 – Martin Hotovec ve vsi Vosnicích drží dvůr poplužní a druhý dvůr kmetci v Krsovicích
- 1554 – Jan z Lovče, syn Pavla Žďárského z Lovče a Kateřiny z Branova, postoupil pusté vsi Krsovice a Kovářovice a 2 kmetcí dvory v Osnici ke Kamenici, statku svých rodičů.
- 1556 – král Ferdinand I. dal mj. pusté vsi Kovářovice a Krsovice Šebestiánu Gerštorfovi z Gerštorfu, který je ve stejném roce prodal Kateřině z Branova, paní na Kamenici.
- 1570 – Kateřina z Branova postoupila k užívání louky a lesy u pusté vsi Krsovic Jiřímu Mošaurovi z Valdova na Dobřejovicích.
- 1585 – pusté Krsovice koupil purkrabí Pražského hradu Jiří Mošaur z Valdova a připojil je ke svému statku Dobřejovice.
- 17. století – Krsovice definitivně zanikly. V letech 1844 a 1870 je doložena myslivna. Němečtí majitelé myslivny byli odsunuti po 2. světové válce a poslední budova Krsovic se rozpadla.[3]

## Dnešní stav
Sídlo je kompletně zaniklé, nezbývají již ani trosky myslivny. Je přístupné po lesní cestě nebo po cyklostezce z Osnice.